# Mormoops megalophylla
Espèce
Statut de conservation UICN

 LC  : Préoccupation mineure
Mormoops megalophylla est une espèce de chauves-souris de la famille des Mormoopidae.

Répartition approximative de l'espèce

## Liste des sous-espèces
Selon MSW :
- sous-espèce Mormoops megalophylla carteri
- sous-espèce Mormoops megalophylla intermedia
- sous-espèce Mormoops megalophylla megalophylla
- sous-espèce Mormoops megalophylla tumidiceps